# Maximiliano Falcón
Maximiliano Joel Falcón Picart, noto semplicemente come Maximiliano Falcón (Paysandú, 1º maggio 1997), è un calciatore uruguaiano, difensore dell'Inter Miami.

## Caratteristiche tecniche
È un difensore centrale.

## Carriera

### Club
Cresciuto nel settore giovanile del Rentistas, ha esordito in prima squadra l'11 maggio 2019 disputando l'incontro di Segunda División Profesional vinto 1-0 contro il Cerrito.

### Nazionale
Ha giocato nella nazionale uruguaiana Under-20.

## Statistiche

### Presenze e reti nei club
Statistiche aggiornate al 13 aprile 2025.
| Stagione         | Squadra          | Campionato       | Campionato | Campionato | Coppe nazionali | Coppe nazionali | Coppe nazionali | Coppe continentali | Coppe continentali | Coppe continentali | Altre coppe | Altre coppe | Altre coppe | Totale | Totale | Totale |
| Stagione         | Squadra          | Comp             | Pres       | Reti       | Comp            | Pres            | Reti            | Comp               | Pres               | Reti               | Comp        | Pres        | Reti        | Pres   | Reti   |        |
| ---------------- | ---------------- | ---------------- | ---------- | ---------- | --------------- | --------------- | --------------- | ------------------ | ------------------ | ------------------ | ----------- | ----------- | ----------- | ------ | ------ | ------ |
| 2019             | Rentistas        | SD               | 17+4       | 0          | -               | -               | -               | -                  | -                  | -                  | -           | -           | -           | 21     | 0      |        |
| gen.-ott. 2020   | Rentistas        | PD               | 16         | 2          | -               | -               | -               | -                  | -                  | -                  | -           | -           | -           | 16     | 2      |        |
| Totale Rentistas | Totale Rentistas | Totale Rentistas | 33+4       | 2          |                 | -               | -               |                    | -                  | -                  |             | -           | -           | 37     | 2      |        |
| ott.-dic. 2020   | Colo-Colo        | A                | 17+1       | 1          | CC              | -               | -               | CL                 | -                  | -                  | SC          | 1           | 0           | 19     | 1      |        |
| 2021             | Colo-Colo        | A                | 19         | 2          | CC              | 6               | 0               | -                  | -                  | -                  | -           | -           | -           | 25     | 2      |        |
| 2022             | Colo-Colo        | A                | 25         | 0          | CC              | 4               | 1               | CL+CS              | 6+2                | 0                  | SC          | 1           | 0           | 38     | 1      |        |
| 2023             | Colo-Colo        | A                | 21         | 0          | CC              | 6               | 1               | CL+CS              | 5+2                | 0                  | SC          | 1           | 0           | 35     | 1      |        |
| 2024             | Colo-Colo        | A                | 22         | 2          | CC              | 5               | 0               | CL                 | 13                 | 1                  | SC          | 1           | 0           | 41     | 3      |        |
| Totale Colo-Colo | Totale Colo-Colo | Totale Colo-Colo | 104+1      | 5          |                 | 21              | 2               |                    | 28                 | 1                  |             | 4           | 0           | 158    | 8      |        |
| 2025             | Inter Miami      | MLS              | 3          | 0          | -               | -               | -               | CCC                | 5                  | 0                  | LC+Cmc      | -           | -           | 8      | 0      |        |
| Totale carriera  | Totale carriera  | Totale carriera  | 145        | 7          |                 | 21              | 2               |                    | 33                 | 1                  |             | 4           | 0           | 203    | 10     |        |

## Palmarès

### Club

#### Competizioni nazionali
- Copa Chile: 2

Colo-Colo: 2021, 2023
- Campionato cileno: 2

Colo-Colo: 2022, 2024
- Supercoppa del Cile: 2

Colo-Colo: 2022, 2024